# Sakayume
「sakayume」は、日本のシンガーソングライター・澁谷逆太郎の1作目のデジタル・シングル。2020年1月27日に[NOiD]/murffin discsから配信された。

## 概要
- 発売元は[NOiD]/murffin discs、販売元はJapan Music Systemである[1][2][3]